# Euthria bernardi
Euthria bernardi is een slakkensoort uit de familie van de Buccinidae. De wetenschappelijke naam van de soort is voor het eerst geldig gepubliceerd in 2003 door Fraussen & Rolán.